# ویلیام ام. گوین
ویلیام ام. گوین (به انگلیسی: William M. Gwin) سناتور سابق عضو حزب دموکرات ایالات متحده آمریکا بود. وی در سال ۱۸۵۰ تا ۱۸۵۵ و ۱۸۵۷ تا ۱۸۶۱ میلادی سناتور ایالت می‌سی‌سی‌پی و کالیفرنیا در سنای ایالات متحده آمریکا بود.او در کالیفرنیا، همراه با جان سی. فریمونت، از اولین سناتورهای ایالات متحده آمریکا بود.پیش از جنگ داخلی، در طول جنگ و پس از آن، گوین در کالیفرنیا، واشینگتن دی سی و در جنوب به عنوان یک هوادار مصمم جنوبی شناخته شده بود.